# Rally México de 2011
El Rally México de 2011 fue la segunda ronda de la temporada 2011 del Campeonato Mundial de Rally. Se celebró en las cercanías de León, Guanajuato entre el 3 y el 6 de marzo y contó con un itinerario de veintidós tramos sobre tierra que sumaban un total de 364.87 km cronometrados.
En un evento en el cual todos los líderes contendientes padecieron algún tipo de dificultad durante el rally, Sébastien Loeb obtuvo su 63.º triunfo de su carrera dentro del WRC y su quinta victoria en México; aprovechando el accidente de su compañero de equipo Sébastien Ogier en la vigésima etapa, ganó la prueba con una diferencia de noventa segundos. Loeb había perseguido a Ogier en su camino hacia el último día de la prueba, habiendo sido penalizado con 50 segundos por haber iniciado la 15.ª etapa con retraso. El segundo lugar fue para el líder del campeonato Mikko Hirvonen, quien ganó la etapa súper especial (Power Stage), para acumular 21 puntos en la prueba, mientras que su  compañero Jari-Matti Latvala terminó tercero, a pesar de haber perdido cuatro minutos el viernes. El trío noruego de Petter Solberg, Mads Østberg y Henning Solberg terminó en cuarto, quinto y sexto lugares, respectivamente.
Nasser Al-Attiyah ganó la categoría SWRC en el camino, pero más tarde fue descalificado por una infracción técnica. La exclusión de Al-Attiyah le dio a Martin Prokop la victoria en la categoría y el séptimo lugar general, mientras que a Juho Hänninen lo ascendió al segundo en la categoría y al octavo general; Ott Tänak alcanzó así el podio del SWRC y obtuvo puntos de la clasificación general.

## Itinerario y ganadores
| Día               | Tramo | Hora  | Nombre                  | Distancia | Ganador            | Tiempo  | Vel. media  | Líder rally     |
| ----------------- | ----- | ----- | ----------------------- | --------- | ------------------ | ------- | ----------- | --------------- |
| Día 1-2 (3–4 Mar) | SS1   | 20:06 | Guanajuato Street Stage | 1.05 km   | Petter Solberg     | 0:53.2  | 71.05 km/h  | Petter Solberg  |
| Día 1-2 (3–4 Mar) | SS2   | 08:43 | Alfaro 1                | 26.01 km  | Sébastien Ogier    | 15:30.7 | 100.61 km/h | Sébastien Ogier |
| Día 1-2 (3–4 Mar) | SS3   | 10:16 | Ortega 1                | 23.83 km  | Sébastien Ogier    | 13:58.5 | 102.31 km/h | Sébastien Ogier |
| Día 1-2 (3–4 Mar) | SS4   | 11:04 | El Cubilete 1           | 18.87 km  | Sébastien Loeb     | 11:42.1 | 96.76 km/h  | Sébastien Ogier |
| Día 1-2 (3–4 Mar) | SS5   | 12:12 | León Street Stage 1     | 1.33 km   | Sébastien Loeb     | 1:17.4  | 61.86 km/h  | Sébastien Loeb  |
| Día 1-2 (3–4 Mar) | SS6   | 13:47 | Alfaro 2                | 26.01 km  | Sébastien Ogier    | 15:16.6 | 102.16 km/h | Sébastien Ogier |
| Día 1-2 (3–4 Mar) | SS7   | 15:20 | Ortega 2                | 23.83 km  | Sébastien Ogier    | 13:48.0 | 103.61 km/h | Sébastien Ogier |
| Día 1-2 (3–4 Mar) | SS8   | 16:08 | El Cubilete 2           | 18.87 km  | Sébastien Loeb     | 11:33.9 | 97.90 km/h  | Sébastien Ogier |
| Día 1-2 (3–4 Mar) | SS9   | 19:45 | Super Special 1         | 2.21 km   | Sébastien Loeb     | 1:39.7  | 79.80 km/h  | Sébastien Ogier |
| Día 1-2 (3–4 Mar) | SS10  | 19:50 | Super Special 2         | 2.21 km   | Sébastien Ogier    | 1:37.9  | 81.27 km/h  | Sébastien Ogier |
| Día 3 (5 Mar)     | SS11  | 08:54 | Ibarrilla 1             | 29.90 km  | Sébastien Loeb     | 18:25.8 | 97.34 km/h  | Sébastien Loeb  |
| Día 3 (5 Mar)     | SS12  | 10:17 | Duarte 1                | 23.27 km  | Petter Solberg     | 17:57.8 | 77.72 km/h  | Sébastien Loeb  |
| Día 3 (5 Mar)     | SS13  | 11:08 | Derramadero 1           | 23.28 km  | Petter Solberg     | 13:58.7 | 99.93 km/h  | Sébastien Loeb  |
| Día 3 (5 Mar)     | SS14  | 12:11 | León Street Stage 2     | 1.33 km   | Sébastien Loeb     | 1:16.9  | 62.26 km/h  | Sébastien Loeb  |
| Día 3 (5 Mar)     | SS15  | 13:57 | Ibarrilla 2             | 29.90 km  | Petter Solberg     | 18:11.8 | 98.59 km/h  | Sébastien Ogier |
| Día 3 (5 Mar)     | SS16  | 15:20 | Duarte 2                | 23.27 km  | Petter Solberg     | 17:34.2 | 79.46 km/h  | Sébastien Ogier |
| Día 3 (5 Mar)     | SS17  | 16:11 | Derramadero 2           | 23.28 km  | Jari-Matti Latvala | 13:49.7 | 101.01 km/h | Sébastien Ogier |
| Día 3 (5 Mar)     | SS18  | 19:43 | Super Special 3         | 2.21 km   | Sébastien Loeb     | 1:38.4  | 80.85 km/h  | Sébastien Ogier |
| Día 3 (5 Mar)     | SS19  | 19:48 | Super Special 4         | 2.21 km   | Sébastien Loeb     | 1:37.0  | 82.02 km/h  | Sébastien Ogier |
| Día 4 (6 Mar)     | SS20  | 08:28 | Guanajuatito            | 29.13 km  | Sébastien Loeb     | 20:10.2 | 86.65 km/h  | Sébastien Loeb  |
| Día 4 (6 Mar)     | SS21  | 09:51 | Comanjilla              | 24.59 km  | Jari-Matti Latvala | 15:11.3 | 97.14 km/h  | Sébastien Loeb  |
| Día 4 (6 Mar)     | SS22  | 11:06 | Guanajuato Power Stage  | 8.28 km   | Mikko Hirvonen     | 4:40.4  | 106.31 km/h | Sébastien Loeb  |

## Clasificación final
| Pos.     | Piloto             | Copiloto            | Automóvil          | Tiempo    | Diferencia | Puntos |
| -------- | ------------------ | ------------------- | ------------------ | --------- | ---------- | ------ |
| 1.       | Sébastien Loeb     | Daniel Elena        | Citroën DS3 WRC    | 3:53:17.0 | 0.0        | 25+2   |
| 2.       | Mikko Hirvonen     | Jarmo Lehtinen      | Ford Fiesta RS WRC | 3:54:55.4 | 1:38.4     | 18+3   |
| 3.       | Jari-Matti Latvala | Miikka Anttila      | Ford Fiesta RS WRC | 3:55:40.9 | 2:23.9     | 15     |
| 4.       | Petter Solberg     | Chris Patterson     | Citroën DS3 WRC    | 4:00:35.4 | 7:18.4     | 12+1   |
| 5.       | Mads Østberg       | Jonas Andersson     | Ford Fiesta RS WRC | 4:02:00.5 | 8:43.5     | 10     |
| 6.       | Henning Solberg    | Ilka Minor          | Ford Fiesta RS WRC | 4:03:07.0 | 9:50.0     | 8      |
| 7.       | Martin Prokop      | Jan Tománek         | Ford Fiesta S2000  | 4:06:52.0 | 13:35.0    | 6      |
| 8.       | Juho Hänninen      | Mikko Markkula      | Škoda Fabia S2000  | 4:08:05.7 | 14:48.7    | 4      |
| 9.       | Federico Villagra  | Jorge Pérez Companc | Ford Fiesta RS WRC | 4:41:34.2 | 48:17.2    | 2      |
| 10.      | Ott Tänak          | Kuldar Sikk         | Ford Fiesta S2000  | 4:46:59.8 | 53:42.8    | 1      |
| SWRC     |                    |                     |                    |           |            |        |
| 1. (7.)  | Martin Prokop      | Jan Tománek         | Ford Fiesta S2000  | 4:06:52.0 | 0.0        | 25     |
| 2. (8.)  | Juho Hänninen      | Mikko Markkula      | Škoda Fabia S2000  | 4:08:05.7 | 1:13.7     | 18     |
| 3. (10.) | Ott Tänak          | Kuldar Sikk         | Ford Fiesta S2000  | 4:46:59.8 | 40:07.8    | 15     |
| 4. (15.) | Karl Kruuda        | Martin Järveoja     | Škoda Fabia S2000  | 5:06:17.4 | 59:25.4    | 12     |